# Оздамичи
Оздамичи (бел. Аздамічы) — деревня в Столинском районе Брестской области Беларуси. Входит в состав Ремельского сельсовета.

## География
Деревня находится на юге страны, на берегу рек Моства и Ствига, рядом с крупным лесо-болотным комплексом, заказником «Ольманские болота».
Входит в состав Ремельского сельского совета. С 2014 года входит в состав колхоза «Полесская нива» с центром в Ремле. До этого с 1948 года был собственный колхоз «Колос».

## История

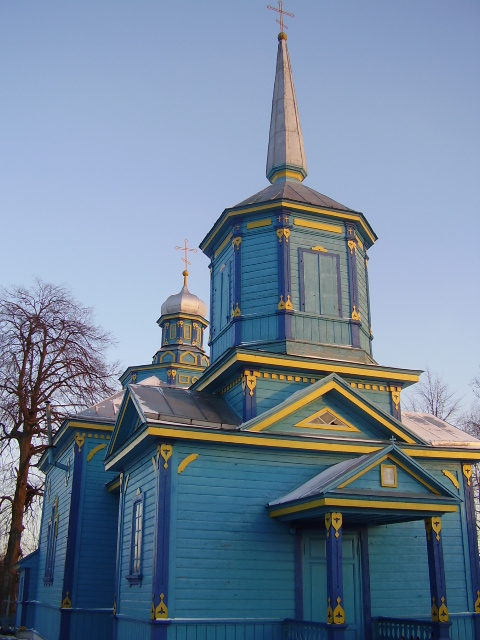
Церковь в д. Оздамичи

Первое упоминание относится к 1509 году. Тогдашний владелец Турова — Константин Острожский — подарил Турово-Пинскому епископу Арсению две деревеньки, недалеко от Городка — Оздамичи и Ольгомель. Этот год и считается датой основания деревни.
Возле села, на юго-юго-западе, рядом с рекой Ствига, есть следы стоянок людей средневекового периода, периода бронзового века, неолита.
С 1566 по 1793 годы деревня — на территории Пинского повета Берестейского воеводства Великого Княжества Литовского.
С 1793 г. по 1796 г. находилась в Давид-Городокском уезде, затем до 1921 года в Мозырском уезде Минской губернии Российской империи.
В 1795 году деревня Оздамичи ещё принадлежала дедичному владельцу графу Яну Антоновичу Соллогубу, после этого она была казённой и все крестьяне тоже стали казёнными.

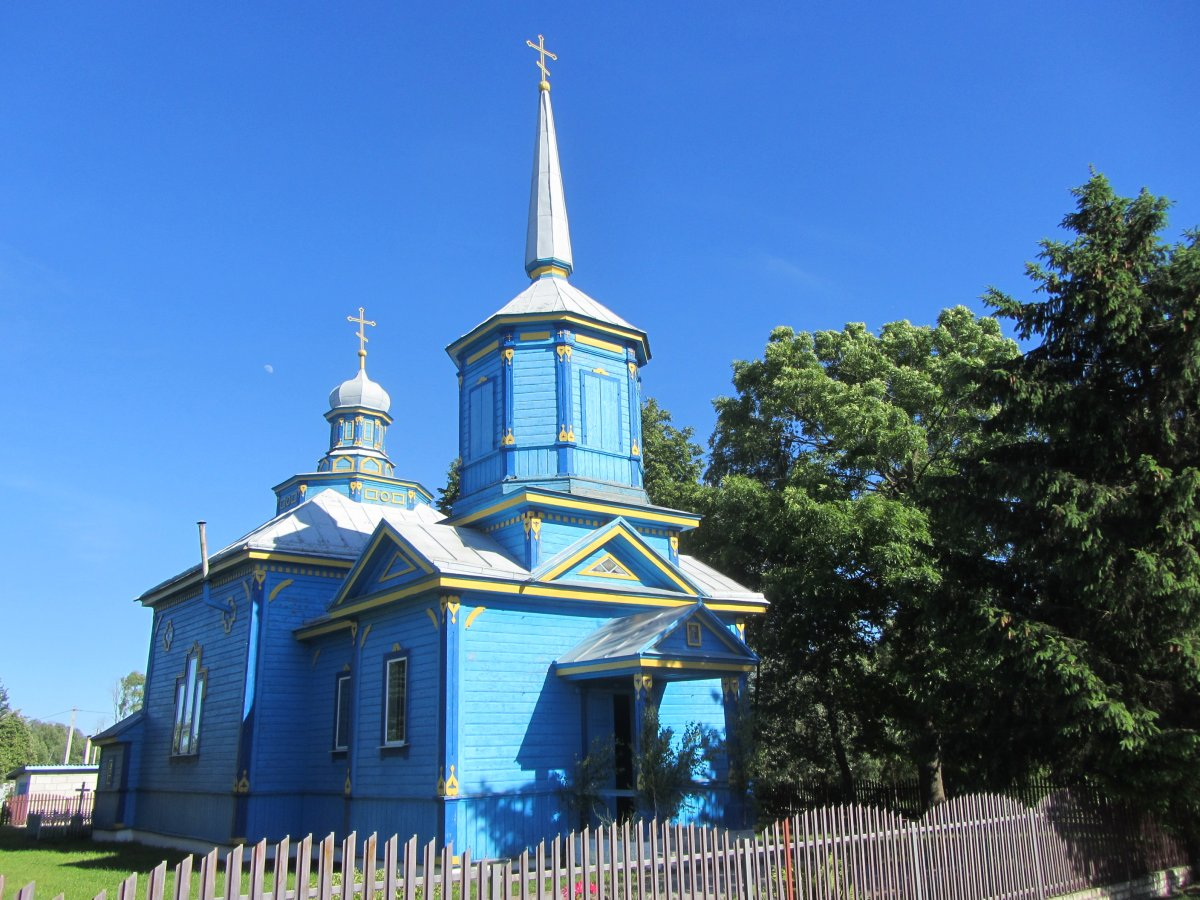
Церковь Святой Троицы

С 1921 по 1939 — в составе Столинского повета Полесского воеводства Польши.
С 4 декабря 1939 по 8 января 1954 — в Давид-Городокском районе Пинской области БССР. В 1954 году Пинская область была упразднена и Давид-Городокский район перешёл в подчинение укрупнённой Брестской области.
С 1961 г. и до сегодняшнего дня — в Столинском районе Брестской области.

## Население
В 1795 году в Оздамичах был 51 двор, в которых проживали 192 мужчины и 181 женщина.
В 1811 году — 55 дворов и 201 мужчина, в 1834 — 49 дворов (164 мужчины и 172 женщины).
Наиболее распространённые фамилии жителей, по данным на 1997 год: Кодолич — 93 человека, Раковец — 88 человек, Михлюк — 74 человека, Мальцевич — 73 человека, Левковец — 49 человек, Микулич — 49 человек, Вергун — 35 человек, Дубравский — 28 человек, Павлович — 23 человека, Коваль — 21 человек, Трухоновец — 17 человек, Носкевич — 16 человек, Бицутко (ранее Быцютко) — 15 человек.
На 2018 год: 383 двора, 1042 жителя, из них 202 до 18 лет, 571 работоспособных, 269 пенсионеров.

## Инфраструктура
В деревне имеется православная Оздамичская Свято-Троицкая церковь, построенная в конце XIX века на месте старой, обветшавшей церкви.
До 1796 года Оздамичский приход состоял из одного только села Оздамичь, около того года присоединена деревня Теребличи, в 1817 году деревня Коротичи, а в 1867 году приписаны Ольгомель и Толмачёв.
Когда именно был образован Оздамичский приход и когда была построена первая церковь не известно. Из клировых ведомостей за 1809 год видно, что церковь Св. Живоначальной Троицы и при ней приход существовали уже в XVI веке и церковь имела в те времена документы на церковную землю. Предыдущая церковь, построенная на дубовых сваях, существовала до 1873 года. 17 апреля 1874 года приступили к разобранию ветхой церкви, а 30 числа к закладке новой, которая была построена и освящена к 28 декабря 1877 года.

### Школа

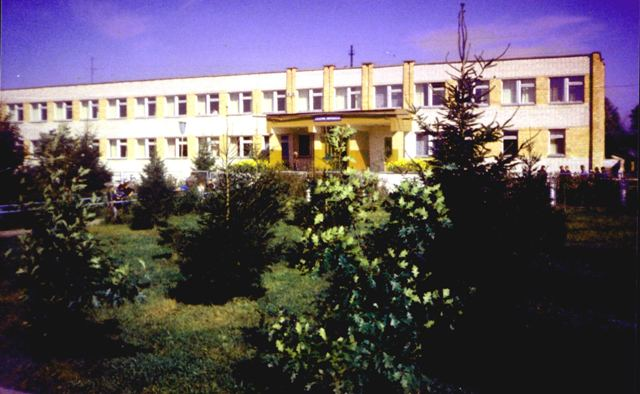
Здание новой школы в Оздамичах

Школа в Оздамичах берёт начало с 1863 года. Тогда здесь одним из первых открылось народное училище. Это было одноклассное училище с периодом обучения в два года. В 1888 году в училище обучался 31 ученик. С возвращением деревни на территорию Польши в 1920 году, школа получила новую жизнь. В начале 1930-х была открыта начальная четырёхклассная школа с периодом обучения семь лет, построено школьное здание и две квартиры для учителей. Построенная школа имела два класса и учительскую. Во время второй мировой войны школа не работала, возобновив свою деятельность только осенью 1945. В этот период школа становится семилетней. Первый выпуск семилетней школы произошёл в 1952 году. С 1962 года школа становится восьмилетней, а в 1966 происходит выпуск средней школы.
Современное здание средней школы открыто в 1986 году. С 2015 года в нём разместился и детский сад.
В деревне есть своё отделение почты, фельдшерско-акушерский пункт, 3 магазина, библиотека. Организован мини-рынок для выездной торговли, работающий по субботам.

## Культура
- Дом культуры
- Музей

## Достопримечательность
- Церковь Святой Троицы (деревянная, 1893 г.)